# August Ysenius
Johan August Ysenius, född Johannesson 29 juli 1877 i Ysby socken, Hallands län, död 10 december 1959 i Laholm, var en svensk folkskollärare, folkmusikupptecknare och riksspelman. 

## Biografi
August Ysenius föddes och växte upp på Vippentorpet. Han var son till lantbrukaren Johannes Svensson och dennes hustru Kristina Svensdotter. Efter att ha genomgått Fridhems folkhögskola i Svalöv utbildade han sig till folkskollärare vid Lunds folkskoleseminarium 1898–1902. Under sin tid där antog han namnet Ysenius. År 1902 fick han en tjänst som folkskollärare i Eldsberga, som han stannade på fram till sin pensionering 1937. Samma år flyttade han till Halmstad, utnämndes till riksspelman och gick med i Hallands Spelmansförbund. 
Vid tio års ålder fick han sin första fiol. Med hjälp av en man från trakten och eget gehör började han spela. Sina färdigheter visade han i hemmet och på julkalasen, där han spelade till dans. Det dröjde till 1902 innan han fick sin första metodiska undervisning i fiolspel av spelmannen John Enninger i Höör, en förgrundsfigur inom den skånska folkmusiken.  
Redan tidigt började Ysenius teckna upp låtar. I detta syfte gjorde han vidsträckta resor då han uppsökte gamla spelmän – från Skåne till övre Norrland, som han besökte 1921. Senare beräknade han själv att han hade samlat ihop omkring 400 gamla melodier. Vid en del uppteckningar hade han god hjälp av sin hustru Berta (född Löfgren 1877, död 1958), som var musikdirektör och som han gifte sig med 1920. Ett urval av uppteckningarna, tillrättalagda av Andrew Lovell och Stina Nilsson, utgavs 1985. Tillsammans med folkskolläraren och folkminnesforskaren Johan Kalén (1865–1936) i Fagereds socken samlade han danslekar som utgavs 1943 på förlaget Elkan & Schildknecht under titeln Svenska danslekar från Fagered.
Under många somrar fr.o.m. 1918 uppträdde Ysenius som spelman på  Skansen och belönades 1938 med Hazeliusmedaljen i silver för sina insatser för folkmusiken. 
Ysenius reste inte bara för att göra uppteckningar utan företog också turnéer runt om i landet för att sprida spelmansmusiken, ofta i föreläsningsföreningars regi. Under rätt många år turnerade han tillsammans med lundaprofessorn Martin P:son Nilsson och illustrerade med sina låtar dennes föreläsningar om folkmusik och angränsande ämnen. Åtskilliga gånger framträdde han också i radio, första gången redan 1925 och sista 1958. 
Han utgav 1959 notsamlingen Halländsk folkmusik: Vildblommor plockade vid gångstigen (nr IV i Hallands Hembygdsförbunds skriftserie, Karl Larssons bokhandel AB, Halmstad i distribution; även faksimilupplaga utgiven 1991 av Hallands bildningsförbund, Vessigebro). Ysenius ligger begraven på Eldsberga kyrkogård.